# Wellington Harbour Board Wharf Office Building

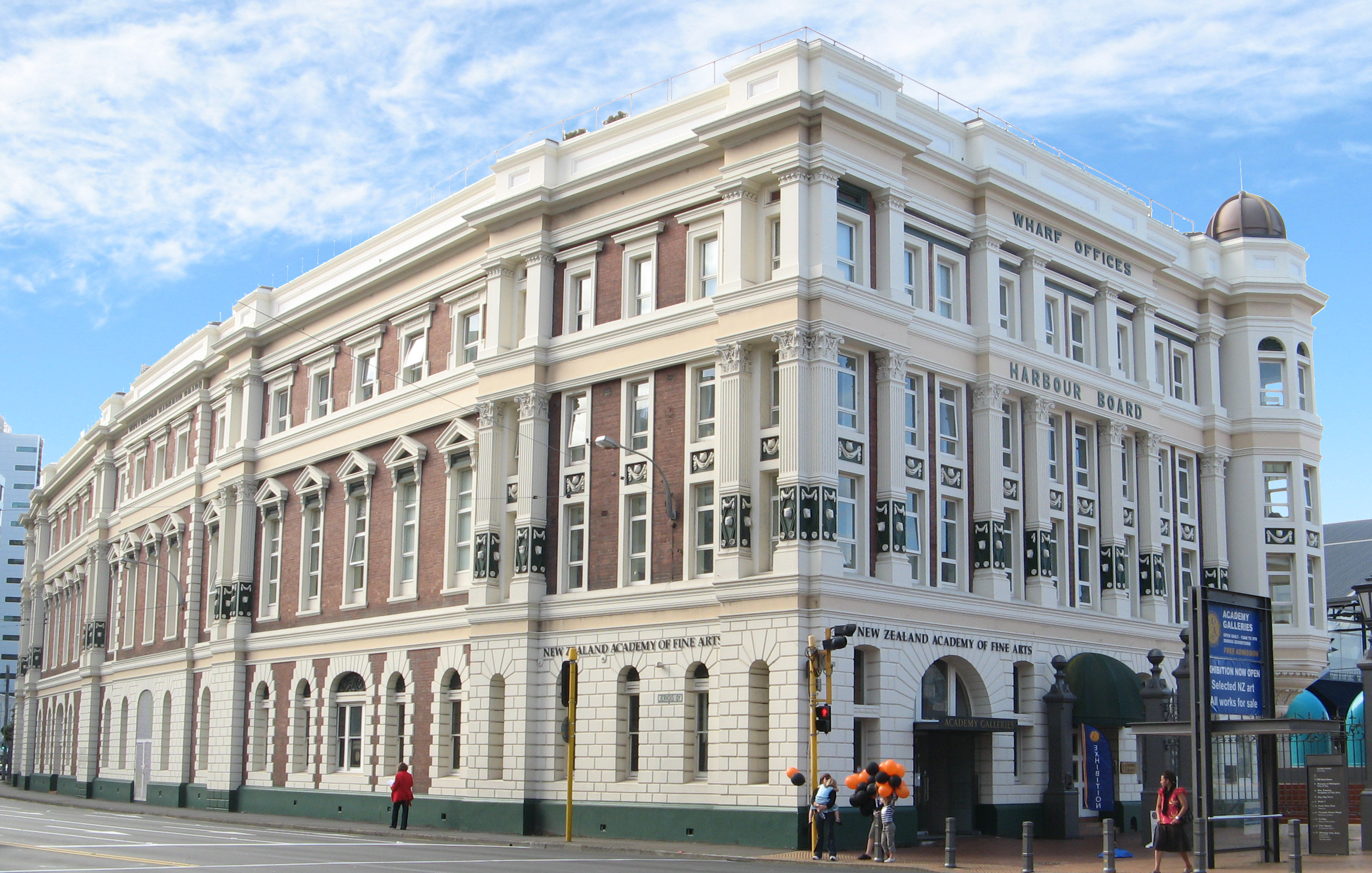
Gmach

Wellington Harbour Board Wharf Office Building (znany wśród nowozelandczyków również jako Shed 7) - historyczny budynek umiejscowiony przy ulicy Jervios Quay w Wellington, stolicy Nowej Zelandii. Budynek jest sklasyfikowany w kategorii I, czyli jako "budynek o specjalnym histirycznym znaczeniu i dużej wartości" (ang. places of ‘special or outstanding historical or cultural heritage significance or value).